# Catedral de Moquegua
La Catedral de Moquegua o (también conocida como Co-catedral de Santo Domingo) es el principal templo católico en la ciudad de Moquegua en el país sudamericano de Perú. Es una propiedad de la Iglesia católica. Está ubicada en la plaza de armas de Moquegua.
Se trata de un catedral que sigue el rito romano o latino y es una de las 2 catedrales que posee la diócesis de Tacna y Moquegua (Diœcesis Tacnensis et Moqueguensis) que fue creada en 1944 por el papa Pío XII mediante la bula "Nihil potius et antiquius".
En la catedral reposan los restos de Santa Fortunata que es venerada en cuerpo presente, considerada virgen y mártir del cristianismo.
Esta bajo la responsabilidad pastoral del obispo Marco Antonio Cortez Lara.